# Carl Friedrich Wilhelm Benneke
Carl Friedrich Wilhelm Benneke (auch Bennecke) (* 24. Februar 1797 in Aurich; † 5. April 1879 ebenda) war ein deutscher Jurist und Politiker.

## Leben
Als Sohn eines Kriegs- und Domänenrates geboren, ging Benneke auf das Pädagogium Halle. Im Anschluss studierte er Rechtswissenschaften in Halle und Göttingen. Während seines Studiums wurde er 1817 Mitglied der Burschenschaft Teutonia Halle und des Corps Frisia Göttingen. 1817 nahm er am Wartburgfest teil.
Nach seinem Studium arbeitete er als Amtsauditor in Emden und von 1822 bis 1826 in Berum. 1827 wurde er wegen Nichtbestehens des Examens entlassen und arbeitete in Folge als Registrator in Aurich tätig und von 1833 bis 1850 als Kanzleiexpedient.
1839 war er für die Städte Aurich und Esens Mitglied der Zweiten Kammer der Hannoverschen Ständeversammlung.